# Lebberston
Lebberston is een civil parish in het bestuurlijke gebied Scarborough, in het Engelse graafschap North Yorkshire met 179 inwoners.